# ۲۵ هرکول
۲۵ هرکول یا زانوزده ۲۵ (به انگلیسی: 25 Herculis) ستاره‌ای در صورت فلکی زانوزده و در کهکشان راه شیری است.